# Tess van der Zwet
Tess van der Zwet (Leiderdorp, 27 januari 1990), ook wel bekend onder de artiestennaam Tess Merlot, is een Nederlandse chansonnière.

## Naam
Van der Zwet heeft zich om praktische redenen de artiestennaam Merlot aangemeten. Zowel haar naam als die van haar band (Les Moutons Magnifiques, een verwijzing naar de krullenkoppen in de band) leken moeilijk te liggen bij zowel het Nederlandse als buitenlandse publiek. Haar familienaam zou in het Engels bovendien ongemakkelijke associaties met warmte kunnen oproepen en dus werd voor (Tess) Merlot gekozen.
Naar Van der Zwets eigen zeggen heeft Merlot iets zomers en zwoels, is het onmiskenbaar Frans en kan iedereen het toch uitspreken. De druivensoort Merlot wordt veel gebruikt om wijn van te maken en het verwijst naar de merel, die onder de vogels een onovertroffen zanger is. Een geschikte en toepasselijke naam, aldus een journalist, volgens wie het "als een fruitige wijn met een aangename zomerse afdronk" klinkt.

## Levensloop
Tess van der Zwet is op 27 januari 1990 in Leiderdorp geboren als eerste van twee kinderen van een tandartsassistente en een sierkweker. Ze groeide op in Hazerswoude-Dorp, in de omgeving tussen Hazerswoude en Boskoop en volgde de middelbare school aan het Ashram college in Alphen aan den Rijn.

### Eerste bandjes
Het zingen begon ze als veertienjarige. Al repeterende in een tot studio omgebouwde garage met een coverband passeerden allerlei stijlen de revue, maar het werd al gauw duidelijk dat het chanson haar ding was. Van der Zwet zong jarenlang met deze coverband, eerst Crimson Sky, later Dahl genaamd en die behalve haarzelf bestond uit Mike Verkleij, Frank Dekker, Jan Dekker en Leon Sibum. In 2012 vormde ze een tweede band, Tess et les Moutons Magnifiques, gevormd met Leon Sibum, Tim Kerssies, Boris Egberts en Michiel Buijsse. In 2013 ging Dahl na negen jaar uit elkaar en dat werd gevierd middels het afscheidsconcert Dahl Deconstructed in het Paard van Troye.

### Eerste releases
Na haar studie music management aan de Hogeschool voor de Kunsten in Utrecht vestigde Van der Zwet zich in Den Haag en kon ze als marketingmedewerker aan de slag bij poppodium Het Paard, waar ze geen onbekende was. In die periode vormde ze het duo Belle of Louisville met Mitch River, met wie ze een gelijknamige EP maakte. Na enig gereis in 2015-2016 gedurende welke ze en passant haar Australische vriend leerde kennen, keerde zij weer terug in Den Haag en is ze als zelfstandig ondernemer gaan schrijven en zingen. Met Belle of Louisville, inmiddels uitgebreid tot een volledige band door toevoeging van Stefan Wolfs (gitaar), Michael Broekhuizen (basgitaar) en Erwin Pronk (drums), presenteerde Van der Zwet in 2016 haar tweede EP in het Haagse De Zwarte Ruiter, alwaar de muziek lovend ontvangen werd.
In 2017 bracht ze met les moutons de EP Chansons pour non-francophones uit, een meertalige cd. In 2018 produceerde ze haar eerste eigen werk: Mon Paris, 'de Franse zomerhit van het jaar' die ze op uitnodiging van Leo Blokhuis in het Amsterdamse Paradiso speelde. Begin 2020 speelde ze met haar groep in het Haagse Paard en in het Utrechtse TivoliVredenburg.
Met les moutons haalde ze in 2020 de halve finale van het tv-programma We Want More. Met deze prestatie was haar naam als vertolker van het chanson definitief op de kaart gezet. Omdat haar familienaam moeilijk op de tong ligt bij het internationale publiek, mat ze zich de artiestennaam Tess Merlot aan, wat ook de naam van haar band werd. Dat jaar begon ze te toeren met The Legends voor het muziektheatervoorstelling Swingin' Paris.

### Televisie en theater
In 2021 kwam haar debuutalbum Tess Merlot uit. Bij de maak van dit album wist ze zich gesteund door de liedjesschrijvers Guillaume Marcenac en Leon Sibum. Ze trad dat jaar op in de televisieshow Unlocked in het Boskoopse Flora Theater en haar landelijke bekendheid groeide met haar optreden bij Matthijs Gaat Door, onder het goedkeurend blik van de zanger Dave. Dit werd vervolgd met optredens bij Tijd voor Max en talkshow M van Margriet van der Linden. 

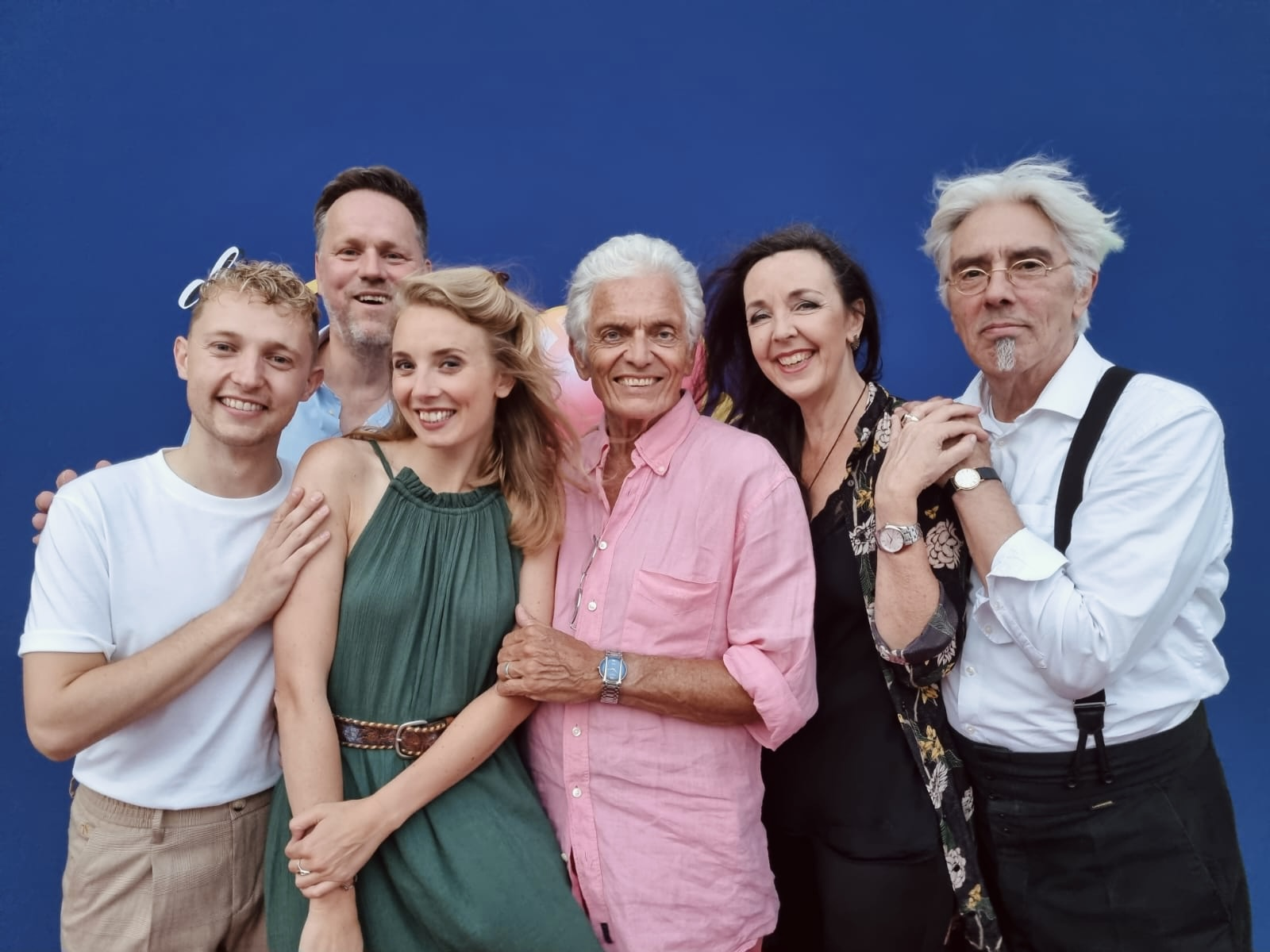
Tess Merlot en haar medehoofdrolspelers bij de première van de musical De Schone van Boskoop.

Merlot kreeg vanwege haar achtergrond in de kweekwereld de hoofdrol in De Schone van Boskoop, een musical die in de zomer van 2022 in de Boskoopse Flora Theater speelde, op initiatief van Jean-Paul Karting. Karting, woonachtig in Boskoop en met belangstelling voor de kwekerswereld aldaar, heeft Van der Zwet via haar vader gevonden die zijn sierplantenkwekerij in Boskoop had. Dezelfde zomer begon Van der Zwet het radioprogramma Enchanté bij Omroep West, waarvan tevens een chansonpodcastserie is gemaakt. Daarmee droeg Zwet, naast de tv-serie Chansons! met Van Nieuwkerk en Kemps bij aan de heropleving van het chanson in Nederland.
Die zomer besloot Merlots vader tot de verkoop van het ouderlijke huis, de kwekerswoning waar Merlot en haar broer opgegroeid waren. Dit was een emotioneel afscheid en Merlot schreef naar aanleiding hiervan het nummer Ma maison dat naar eigen zeggen een therapeutische werking had. Dit nummer werd voor het eerst in januari 2023 tijdens haar optreden in het Apeldoornse Podium Gigant ten gehore gebracht.

### 2023 - heden
In april en mei 2023 tourde Merlot door het zuidwesten van Australië en trad ze met haar eigen show onder andere op in Ellington Jazz Club in Perth, een gerenommeerde jazzclub. In de herfst dat jaar was ze wederom te gast  bij Tijd voor MAX, waar ze het nummer Chez Laurette van Michel Delpech zong.  In dezelfde periode stond ze ook voor een volle zaal in het Haagse Paard, ditmaal met het Residentie Orkest.
Begin 2024 bracht ze een nieuwe single uit, Je n'ai plus 20 ans, een duet met Ben Cramer. Ze traden hiermee op in onder andere Shownieuws en Tijd voor Max, waar ze tevens tafelgasten waren. Deze single werd enkele maanden later ondergebracht in haar tweede album, Chante la vie.

## Oeuvre
La Haye
Chaque année, je pars en vacance · 
Pour aller en Italie ou en France · 
Car j'en ai marre de tes jours d'été changeants · 
Du brouillard et du vent · 
Qui n'm'laissent aucune chance · 
Et chaque fois, je me demande · 
Quel temps fait-il maintenant · 
Dans ce p'tit coin de Hollande · 
J'aime bien ma vie sans ta brise du Nord · 
Ton haleine de vent fort · 
Pourtant toi, tu me hantes · 
La Haye, tu me fais tant rêver · 
À d'autres horizons · 
Au-delà de ta mer glacée · 
Mais, la Haye, en hiver, en été · 
Malgré tes cent caprices · 
Tu as tellement à donner · 
Je ne peux te quitter · 
Chaque automne, quand le froid arrive · 
Je me dois d'quitter la ville, pour survivre · 
Car j'en ai marre de ton ciel sombre et noir · 
Qui ne me laisse aucun espoir · 
Pourtant je reviendrai · 
La Haye, tu me fais tant rêver · 
À d'autres horizons · 
Au-delà de ta mer glacée · 
Mais, la Haye, en hiver, en été · 
Malgré tes cent caprices · 
Tu as tellement à donner · 
Je ne peux te quitter · 
Chaque été, allongée sur la plage · 
Sous le soleil méditerranéen · 
D'un petit village · 
J'ai vraiment tout · 
Tout ce que mon cœur désire · 
Malgré ça, ce ne sont que soupirs · 
Car c'est toi qui me manque · 
Et chaque fois je me mets, c'est le pire · 
À te mépriser et te maudire · 
Car j'en ai marre de ta pluie ruisselante · 
De tes tempêtes turbulentes · 
Mais comme toujours, j't'pardonne · 
La Haye, tu me fais tant rêver · 
À d'autres horizons · 
Au-delà de ta mer glacée · 
Mais, la Haye, en hiver, en été · 
Malgré tes cent caprices · 
Tu as tellement à donner · 
Je ne peux te quitter

### Muziek in samenwerkingsverbanden
- Belle of Louisville (EP, 2015), gemaakt met zanger en gitarist Mitch Rivers, met wie Van der Zwet een gelijknamige duo vormde.[11]
- Belle of Louisville - Lowdown (EP, 2016). Het duo was toen uitgegroeid tot een band.[14]
- N'importe Quoi (lied, 2015) gezongen door Van der Zwet en  geschreven door Bart Lybeert in het kader van het project L'oeil de Moscou.[38]

### Eigen werk
- Chansons pour non-francophones (EP, 2017)
- Laissez-moi (album, 2021).[39][40] Merlots debuutalbum met voornamelijk eigen werk, waaronder Mon Paris, L’histoire de notre amour, La Haye en Une romance d’été en Mon Paris, ‘een chanson waarin de zomer gloeit en dat uit de Seine slurpt’, aldus Bart van Loo.[16] Dit album werd in de Haagse Nieuwe Kerk aan het Spui gepresenteerd.[41][31]
- Noël à deux (single, 2023), een liedje geschreven samen met Leon Sibum, Merlots gitarist en beste vriend.[15]
- Chante la vie (album, 2024). Met onder andere Ma maison, een muzikale ode aan Merlots ouderlijke huis, geschreven samen met Guillaume Marcenac[32]; en Je n'ai plus 20 ans, een duet met Ben Cramer.[36]

### Overig werk
Naast haar zangcarrière was Van der Zwet PR- en communicatieadviseur bij Crossing Border en het Paard van Troje. Ze was tevens hoofdredactrice van Het chanson offensief, een website c.q. platform over Franse chansons. Voor het Frankrijk-magazine En Route schreef ze het muziekcolumn Moments d'en-chantement. Andere artikelen van haar hand in dit tijdschrift zijn Interview met Julien Clerc (februari 2015) en Barbara & Dalida (herfst 2017), een artikel over Monique Andrée Serf (Barbara) en Iolanda Cristina Gigliotti (Dalida). In 2022 kreeg Van der Zwet de hoofdrol in De Schone van Boskoop, een theaterproductie van Jean-Paul Karting.